# Chevrolet Niva
De Chevrolet Niva is een compacte sport utility vehicle (SUV) die sinds 2002 wordt geproduceerd door GM-AvtoVAZ, een joint venture tussen AvtoVAZ (het moederbedrijf van het merk Lada) en General Motors. De auto is een doorontwikkeling van de Lada Niva uit 1977 en had in het ontwikkelingsstadium de benaming VAZ 2123. Nadat AvtoVAZ General Motors uit de joint venture had uitgekocht, werd de (merk)naam van de auto in 2020 gewijzigd in Lada Niva. In december 2020 kreeg het model na een facelift de naam Lada Niva Travel.

## Geschiedenis
AvtoVAZ begon eind jaren 80 met de ontwikkeling van een opvolger voor de VAZ 2121 "Niva". In 1998 werd de conceptversie van het nieuwe model VAZ 2123 "Niva" gepresenteerd op de internationale autotentoonstelling van Moskou. Op proefbasis werd in 2001 begonnen met kleinschalige assemblage van de VAZ 2123 bij AvtoVAZ maar de gevolgen van de crisis van 1998 stonden het de fabriek niet toe om het model in serieproductie te nemen. In 2002 werd daarom de joint venture GM-AvtoVAZ opgericht samen met het Amerikaanse bedrijf General Motors. De productielicentie van de VAZ 2123 en de rechten op de naam Niva werden overgebracht naar de joint venture. De oorspronkelijke Lada Niva kreeg daarom vanaf 2006 de naam "4x4". Een aanvankelijk geplande pick-up-versie van de VAZ 2123 ging niet in serie.
Hoewel de carrosserie en het interieur van de Chevrolet Niva nieuw zijn ten opzichte van de Lada Niva (VAZ 2121) zijn de meeste mechanische onderdelen, zoals de 1,7 liter benzinemotor met brandstofinjectie en de versnellingsbak, nog afkomstig van het oude model. Omdat de Niva is ontworpen voor ruige toendragebieden zijn de terreincapaciteiten voorbeeldig in vergelijking met die van veel moderne budget-SUV's. In 2006 werd een 1,8 liter benzinemotor van Opel leverbaar.
In 2009 kreeg het model een lichte facelift door de Bertone-studio en enkele kleine wijzigingen. De uitvoeringen GLS en GLC kregen een verbeterde veiligheidsuitrusting met ABS en dubbele airbags voorin.
Eind 2019 werd bekendgemaakt dat AvtoVAZ General Motors zou uitkopen uit de joint venture waarin de twee bedrijven elk een aandeel van 50 procent hadden. De auto bleef voorlopig Chevrolet Niva heten maar werd uiteindelijk van Lada-emblemen voorzien. In 2020 wijzigde de merknaam van het model in Lada en na een facelift in december 2020 werd de naam van de auto wederom gewijzigd, ditmaal in Lada Niva Travel. De Lada 4x4 (de oorspronkelijke Niva) werd in januari 2021 omgedoopt tot Niva Legend, waardoor de Legend en Travel samen een nieuwe Niva-familie vormen.

## Afbeeldingen

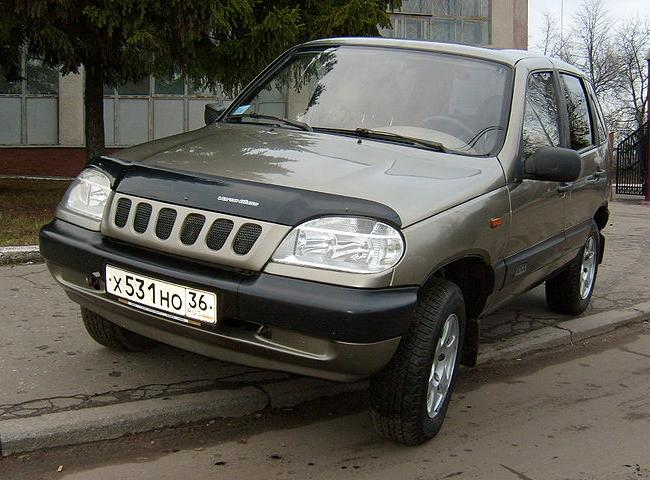
VAZ 2123 (1998-2002)
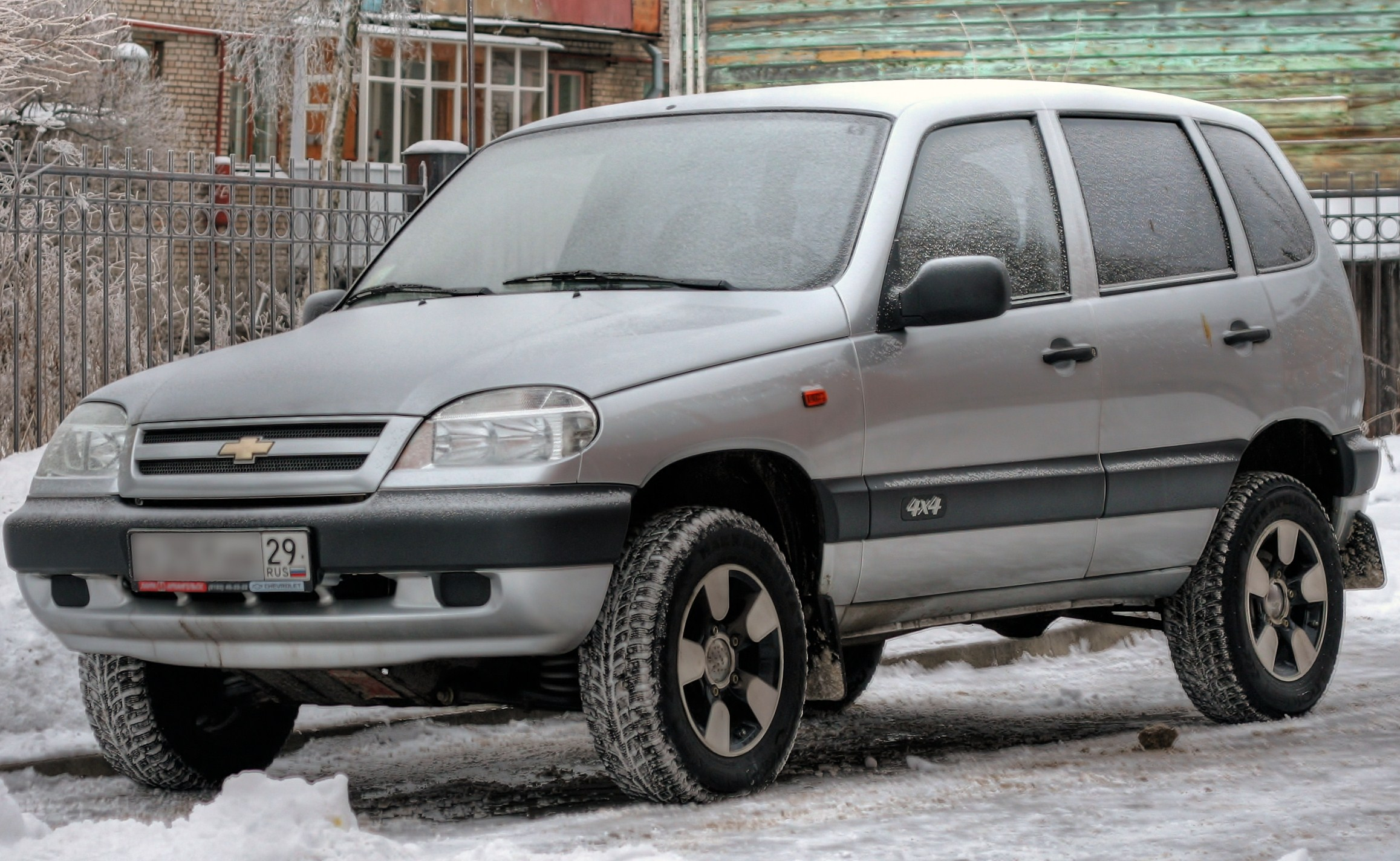
Chevrolet Niva (2003-2009)
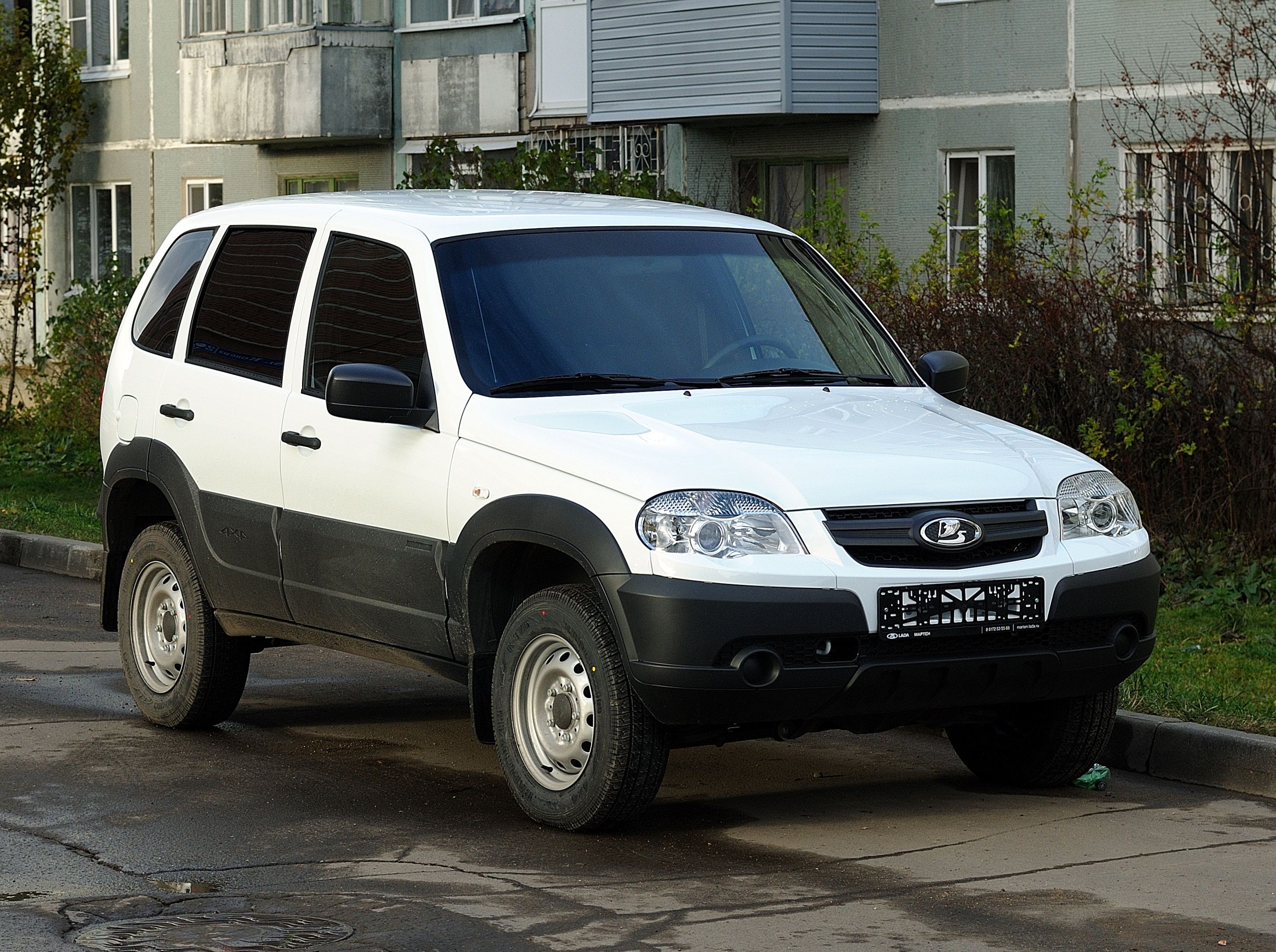
Lada Niva (2020)